# Берлинский зоопарк
Берлинский зоопарк  (нем. Zoologischer Garten Berlin — Зоологический сад Берлина) занимает площадь в 35 гектаров в берлинском районе Тиргартен и является одним из самых больших зоопарков Германии. Вместе с примыкающим аквариумом, на трёх этажах которого представлены не только рыбы, но и рептилии, амфибии, насекомые и беспозвоночные, Берлинский зоопарк относится к основным достопримечательностям Берлина.
Каждый год зоопарк посещают около 2,6 миллиона человек.

## История
Берлинский зоопарк, первый зоопарк в Германии и девятый в мире, открылся 1 августа 1844 года. Король Фридрих Вильгельм IV передал зоопарку Фазанерию в парке Тиргартен и несколько зверей.
В 1869 году директором стал доктор Генрих Бодинус. При нём был построен вольер для антилоп, который, прежде всего из-за своего экзотического стиля, быстро стал достопримечательностью. В дальнейшем были сооружены вольеры для слонов, страусов, фламинго и известные ворота «Элефантентор» (нем. Elefantentor). Также на территории зоопарка появились различные павильоны и рестораны.
В 1888 году доктор Людвиг Хек перенял руководство зоопарком и увеличил фонд животных, который вскоре сравнялся с фондом лондонского зоопарка.
В 1913 году был построен аквариум по плану исследователя поведения животных доктора Оскара Хайнрота. После Первой мировой войны сооружения были демонтированы по примеру зоопарка «Хагенбек» (нем. Hagenbeck) в Гамбурге.
Во время Второй мировой войны большая часть зоопарка была разрушена. Из 3715 животных выжили всего лишь 91, среди которых два льва, две гиены, один азиатский слон-самец, один бегемот-самец, десять гамадрил, один шимпанзе, один чёрноклювый аист и один китоглав.
С 1945 по 1956 зоопарком руководила доктор Катарина Хайнрот, жена Оскара Хайнрота и в то время единственная женщина-директор зоопарка. Она сумела заново отстроить зоопарк, были отремонтированы вольеры для антилоп и для слонов, также построен вольер для бегемотов.
В 1956 руководство перешло к доктору Хайнц-Георгу Клёсу, проводившему дальнейшие восстановительные работы. Были построены помещения для обезьян, птиц, вольер для медведей, помещения для хищников с отдельным сооружением для зверей, ведущих ночной образ жизни; демонтирован аквариум. Началось разведение редких или вымирающих видов животных. Под руководством Клёса на территории зоопарка были выставлены скульптуры животных, основана зоошкола. Клёс уделял внимание реконструкции и возведению заново многих старых зданий.
После воссоединения Германии началось объединение с зоопарком «Tierpark» в восточном Берлине, считающимся самым большим ландшафтным зоопарком Европы.

## В литературе
Берлинский зоопарк, а также район Тиргартен, в котором селились русские эмигранты, описан в романе Виктора Шкловского «Zoo. Письма не о любви, или Третья Элоиза».